# Величко Микола Володимирович
 Вели́чко Мико́ла Володи́мирович  (*19 грудня 1977) — український поет. Член Національної спілки письменників України (2002).

## Біографія
Народився 19 грудня 1977 р. в селі Степанівка Білогірського району Хмельницької області. Закінчив Хмельницький гуманітарно-педагогічний інститут.

Працював директором Іванівської початкової школи в Білогірському районі на Хмельниччині, у Хмельницькій облдержтелерадіокомпанії «Поділля-Центр», в обласній газеті «Подільські вісті». 
Останні роки присвятив відродженню традиційного ремесла – гончарства. Проживає в м. Старокостянтинів.
Лауреат Хмельницької обласної премії імені Ніни Косарєвої (2019).

## Творчість
Автор поетичних книжок:

- «Березнева вись» (1998);
- «Присутність» (2002);
- «Шалений потяг» (2001);
- «У пошуках» (2004).